# Ernst von Zitzewitz (Politiker, 1873)
Ernst Augustin Wilhelm Otto von Zitzewitz (* 28. August 1873 in Zezenow, Hinterpommern; † 16. März 1945 in Klein Lüblow, Landkreis Lauenburg i. Pom.) war ein preußischer Gutsbesitzer und Politiker.

## Leben
Ernst von Zitzewitz war der vierte Sohn des Wilhelm von Zitzewitz (1838–1925, ab 1909 Graf von Zitzewitz) aus dessen erster Ehe mit Marie von Krockow (1845–1891). Auf dem Gymnasium in Stolp legte er 1893 die Reifeprüfung ab. Dann studierte er an der Universität Heidelberg Rechts- und Staatswissenschaften. 1893 schloss er sich dem Corps Saxo-Borussia Heidelberg an.  Sein Studium  schloss er in Berlin ab, wo er  im Frühjahr 1896 das Referendarexamen bestand. Als Einjährig-Freiwilliger diente er 1896/97 beim Kürassier-Regiment „Königin“ (Pommersches) Nr. 2 in Pasewalk. Anschließend war er an den Amtsgerichten in Belgard und Pasewalk, am Landgericht Stettin und bei der Staatsanwaltschaft in Stolp tätig. Bei der Regierung in Frankfurt a. O. wurde er 1899 als Regierungsreferendar in den Staatsdienst übernommen. Im Frühjahr 1902 wurde er Regierungsassessor und bis 1904 an das Landratsamt im Kreis Aachen versetzt, bevor er zur Regierung in Stettin kam.
Er heiratete 1905 in Aachen Elisabeth von Hammacher (1884–1945), Tochter des Aachener Polizeipräsidenten Karl von Hammacher. Der Ehe entstammten der Sohn Ernst-Günther (1907–1973) und vier Töchter. Ab 1916 war Zitzewitz Herr auf Klein Lüblow. Sein Vater überließ ihm 1917 noch die Güter Pottack und Karlswalde im Kreis Rummelsburg.
Ernst von Zitzewitz war von 1905 bis 1925 Landrat des Kreises Naugard und gehörte dem Provinziallandtag der Provinz Pommern an. In den Jahren 1918 und 1919 leitete er die Aufklärungsstellen des Kriegsernährungsamtes. 1925 wurde er Landeshauptmann des Provinzialverbands Pommern und löste damit den 1924 verstorbenen Landeshauptmann Johannes Sarnow ab. Zitzewitz bekleidete dieses Amt bis zu seiner erzwungenen Pensionierung im April 1934. Er war damit der letzte gewählte Landeshauptmann.
Nach seiner Pensionierung lebte er in Berlin. Während des Zweiten Weltkrieges verwaltete er den in Hinterpommern gelegenen Gutsbesitz seines zur Wehrmacht  eingezogenen Sohnes. In der Schlacht um Ostpommern wurden Zitzewitz und seine Frau beim Einmarsch der Roten Armee ermordet.

## Ehrungen
- Ehrenbürger von Naugard (1925)
- Rechtsritter des Johanniterordens (1927)
- Eisernes Kreuz 2. Klasse
- Roter Adlerorden 4. Klasse
- Rote Kreuz-Medaille (Preußen) 3. Klasse
- Verdienstkreuz für Kriegshilfe